# Coppa Intercontinentale 1982 (calcio)
La Coppa Intercontinentale 1982 (denominata anche Toyota Cup 1982 per ragioni di sponsorizzazione) è stata la ventunesima edizione del trofeo riservato alle squadre vincitrici della Coppa dei Campioni e della Coppa Libertadores.

## Avvenimenti
L'edizione 1982 della Coppa Intercontinentale vide proseguire il dominio delle squadre vincitrici della Coppa Libertadores: a vincere il trofeo fu infatti il Peñarol di Montevideo, che si assicurò il terzo titolo sconfiggendo per 2-0 i campioni d'Europa dell'Aston Villa.
La partita si caratterizzò per la sua vivacità, con i gialloneri di Montevideo forti di una difesa in grado di resistere ai pur ben orchestrati assalti inglesi, pilotati da Mortimer. Un eccellente intervento del portiere Rimmer su un colpo di testa di Morena nelle prime fasi del match non fu sufficiente da impedire ai gialloneri di portarsi in vantaggio dopo 27 minuti, grazie ad una punizione di Jair Gaúcho, premiato poi a fine gara come miglior giocatore della finale. La ripresa vide i tentativi di reazione della squadra di Birmingham lasciare spazio ai contropiedi del Peñarol, che raddoppiò grazie ad una rete del diciottenne Silva.
Con questo risultato gli uruguayani divennero la prima squadra ad aver vinto per tre volte il trofeo.
Nel 2017, la FIFA ha equiparato i titoli della Coppa del mondo per club e della Coppa Intercontinentale, riconoscendo a posteriori anche i vincitori dell'Intercontinentale come detentori del titolo ufficiale di "campione del mondo FIFA", inizialmente attribuito soltanto ai vincitori della Coppa del mondo per club.

## Tabellino
| Arbitro: | Luis Paulino Siles |

| |            | |
| Jair Gaúcho 27’ Silva 68’ | Marcatori  | |
| Fernández 1 P Olivera 2 D Gutiérrez 3 D Diogo 4 D Bossio 5 D Morales 6 C Ramos 7 C Saralegui 8 C Morena 9 A Jair Gaúcho 10 A Silva 11 A | Formazioni | P 1 Rimmer D 2 Jones D 3 Williams D 4 Evans D 5 McNaught C 6 Mortimer C 7 Bremner C 8 Shaw C 9 Withe A 10 Cowans A 11 Morley |
| Bagnulo | Allenatori | Barton |

| Peñarol | Aston Villa |